# Cadillac Model Thirty
Der Cadillac Model Thirty ist ein von 1909 bis 1914 gebautes Modell des US-amerikanischen Autoherstellers Cadillac. Ab 1912 entfiel die Bezeichnung Model Thirty, die Wagen hießen offiziell einfach nur „Cadillac“.

## Modellgeschichte
Im Dezember 1908 präsentierte Cadillac den neuen Model Thirty, ein technisch auf dem Model G basierendes Vierzylindermodell; zugleich wurde die Herstellung der Einzylinderfahrzeuge, die bislang das Rückgrat der Cadillac-Produktion gebildet hatten, eingestellt.
Der Model Thirty bediente sich des im Radstand von 254 auf 269 cm verlängerten Chassis des Model G und dessen 3,7-Liter-Reihenvierzylinders, der mit kleineren Änderungen modernisiert wurde. Durch die Konzentration auf eine einzige Modellreihe und die Erhöhung der Stückzahlen konnte der Model Thirty um 600 Dollar billiger angeboten werden als zuvor der Model G. Anfangs standen ausschließlich offene Modelle im Katalog, nämlich ein vier- bis fünfsitziger Tourenwagen und ein dreisitziger Roadster. Im Frühjahr 1910 kamen eine Limousine mit geschlossenem Fond und ein Coupé hinzu. Im selben Jahr wurde der Motor auf 4,2 Liter vergrößert. 1911 wurde der Radstand auf 295 cm gestreckt; karosserieseitig gab es nun auch dreitürige Torpedo- und Tourenwagenvarianten, die erstmals links vorne eine Tür aufwiesen. Der Motor wurde weiter auf 4,7 Liter Hubraum vergrößert.
1912 entfiel die Bezeichnung Model Thirty; in der technisch gegenüber dem Vorjahr kaum veränderten Modellreihe standen offener Tourenwagen, Phaeton und Torpedo sowie Limousine und Coupé (das nun vier Insassen Platz bot) zur Auswahl. Sämtliche Karosserien besaßen nun rundum Türen. Für den Modelljahrgang 1912 bot Cadillac als erster Hersteller weltweit einen elektrischen Anlasser an. 1913 wurde der Radstand erneut verlängert, auf 305 cm, und der Motor auf 6 Liter aufgebohrt. 1914 kam eine Inside Drive Limousine genannte, zweitürige Limousine zusätzlich ins Angebot.
Im September 1914 wurde der Model Thirty nach fünf Jahren und knapp 67.000 Exemplaren durch den Type 51 mit V8-Motor abgelöst.
| Modelljahr | Hubraum (cm³) | Leistung (PS) | Radstand (cm) | Länge (cm) | Leergewicht (kg) | Preis (US-$) | Stückzahl |
| ---------- | ------------- | ------------- | ------------- | ---------- | ---------------- | ------------ | --------- |
| 1909       | 3707          | 30            | 269,2         | unbekannt  | unbekannt        | 1400         | 5903      |
| 1910       | 4186          | 33            | 279,4         | unbekannt  | unbekannt        | 1600–3000    | 8008      |
| 1911       | 4692          | 32,4          | 294,6         | unbekannt  | unbekannt        | 1700–3000    | 10.019    |
| 1912       | 4692          | 40            | 294,6         | unbekannt  | unbekannt        | 1800–3250    | 13.995    |
| 1913       | 5995          | 40–50         | 304,8         | unbekannt  | unbekannt        | 1975–3250    | 15.018    |
| 1914       | 5995          | 40–50         | 304,8         | unbekannt  | unbekannt        | 1975–3250    | 14.003    |